# Hans-Joachim Albrecht
Hans-Joachim Albrecht (* 1932 in Wanzleben; † 3. Juni 2022 in Berlin?) war ein deutscher Gärtner, Dendrologe und Pflanzenzüchter.

## Leben
Albrecht wuchs im Bördedorf Wanzleben auf, sein Vater war dort Landrat. Er lernte den Gärtnerberuf in der Volksbaumschule „Ernst Thälmann“ in Ketzin. Danach arbeitete er in der Baumschule Altenweddingen. 1956 wechselte er als Leiter der Vermehrung an die Baumschule in Berlin-Baumschulenweg. Er übernahm 1964 die Leitung der Pflanzenzuchtstation und war dort bis zu seinem Ruhestand 1997 tätig. Nebenbei war er Autor für die Deutsche Gärtnerpost und publizierte verschiedene Sachbücher.
Sein bedeutendstes Verdienst war die Züchtung verschiedener Sanddorn-Sorten als maschinell zu erntendes, vitaminreiches Wildobst.

## Schriften
- Rhododendron. Arten, Sorten und ihre Verwendung. Deutscher Landwirtschaftsverlag, Berlin 1991, ISBN 3-331-00427-8.
- Wildes Obst. Seltene Arten für den Garten. BLV, München 2018, ISBN 3-8354-1855-6.